# جونتر أيش
جونتر أيش (بالألمانية: Günter Eich). هو مؤلف وشاعر وكاتب مسرحي ألماني. ولد عام 1907 في ليبوس، ومات عام 1972 بالقرب من مدينة زالتسبورغ بالنمسا. درس أيش التجارة واللغة الصينية في برلين وباريس. وأصبح منذ عام 1932 كاتبا حراً. اشترك في الحرب وأسر لمدة عام في الولايات المتحدة. وفي عام 1952 تزوج أيش من الكاتبة النمساوية إلزه أيشنجر. وفي عام 1950 حصل على الجائزة التي تمنحها جماعة 48، وفي عام 1952 حصل على جائزة عن تمثيليته الإذاعية (أحلام).

## أعماله
- أفنية نائية «Abgelegene Gehöfe» (شعر 1948).
- أحلام. أربع مسرحيات (1953) «Träume. Vier Spiele».
- أصوات. سبع تمثيليات إذاعية (1958) «Stimmen. Sieben Hörspiele».
- خلد «Maulwürfe» (نثر 1968).
- أشعار (إختارتها وأصدرتها إلزه أيشنجر 1973).

## روابط خارجية
- جونتر أيش على موقع IMDb (الإنجليزية)
- جونتر أيش على موقع مونزينجر (الألمانية)
- جونتر أيش على موقع ميوزك برينز (الإنجليزية)
- جونتر أيش على موقع إن إن دي بي (الإنجليزية)
- جونتر أيش على موقع ديسكوغز (الإنجليزية)